# Alan Wood

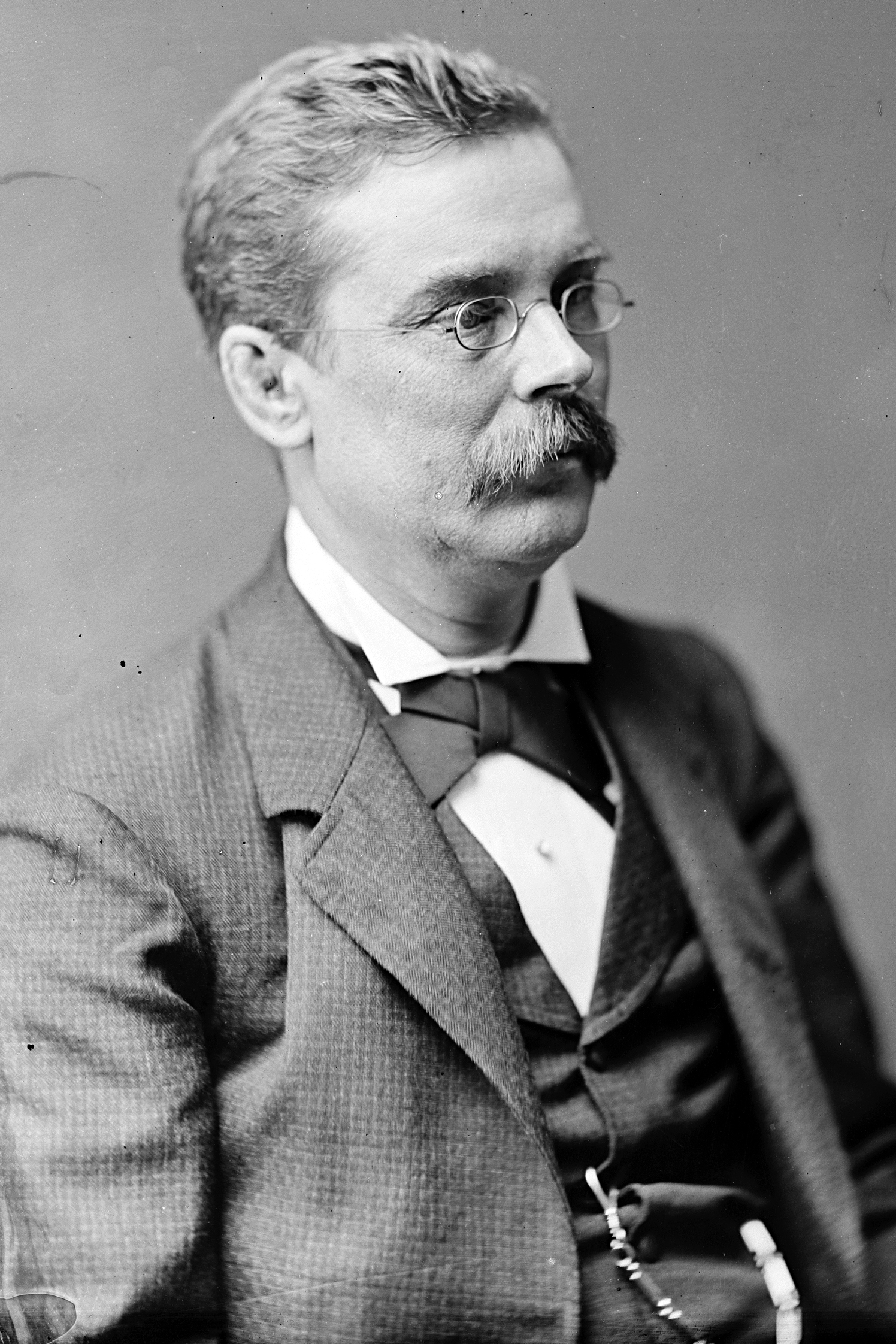
Alan Wood

Alan Wood Jr. (* 6. Juli 1834 in Philadelphia, Pennsylvania; † 31. Oktober 1902 ebenda) war ein US-amerikanischer Politiker. Zwischen 1875 und 1877 vertrat er den Bundesstaat Pennsylvania im US-Repräsentantenhaus.

## Werdegang
Alan Wood war der Neffe des Kongressabgeordneten John Wood (1816–1898). Er besuchte private Schulen und arbeitete danach in den Eisenwerken seines Vaters in der Nähe von Wilmington in Delaware. Im Jahr 1857 zog er nach Conshohocken in Pennsylvania, wo er ebenfalls in der Eisenbranche beschäftigt war. Außerdem engagierte er sich im Bankgewerbe. Politisch schloss er sich der 1854 gegründeten Republikanischen Partei an.
Bei den Kongresswahlen des Jahres 1876 wurde Wood im siebten Wahlbezirk von Pennsylvania in das US-Repräsentantenhaus in Washington, D.C. gewählt, wo er am 4. März 1877 die Nachfolge von Washington Townsend antrat. Da er im Jahr 1878 auf eine weitere Kandidatur verzichtete, konnte er bis zum 3. März 1879 nur eine Legislaturperiode im Kongress absolvieren. Nach seiner Zeit im US-Repräsentantenhaus nahm Wood seine früheren Tätigkeiten wieder auf. Zusätzlich arbeitete er auch noch in der Landwirtschaft. Schließlich wurde er Präsident seiner Firma Alan Wood Iron & Steel Co. Er starb am 31. Oktober 1902 in Philadelphia.